# Daniel Quinteros
Daniel Quinteros (Rosario, 10 maart 1976) is een voormalig Argentijns voetballer. Hij kwam in de zomer van 2006 over van Club Atlético Lanús naar Germinal Beerschot, maar in onderling overleg werd zijn contract in december 2006 ontbonden. Daarna speelde hij voor Apollon Limassol. Voor hij bij Club Atlético Lanús vertrok speelde hij bij Independiente. In 2011 stopte hij met voetballen.

## Statistieken
| seizoen    | club                        | land       | competitie                   | wed. | goals |
| ---------- | --------------------------- | ---------- | ---------------------------- | ---- | ----- |
| jeugd/03   | Rosario Central             | Argentinië | Primera División Argentinië  | 103  | 6     |
| 1998/99    | Club Almirante Brown (huur) | Argentinië | Primera B Nacional Argentina | 32   | 6     |
| 2003/05    | Independiente               | Argentinië | Primera División Argentinië  | 28   | 4     |
| 2005/06    | Club Libertad               | Paraguay   | Liga Paraguaya               | 13   | 0     |
| 2006       | CA Lanús                    | Argentinië | Primera División Argentinië  | 13   | 0     |
| 2006       | Germinal Beerschot          | België     | Jupiler League               | 8    | 0     |
| 2006/08    | Club Atlético Banfield      | Argentinië | Primera División Argentinië  | 42   | 0     |
| 2008/2011  | Apollon Limassol            | Cyprus     | A Divizion                   | 55   | 1     |
| Bijgewerkt | 11-07-10                    |            |                              |      |       |